# Egoboost Magazine
Egoboost Magazine är ett månadsmagasin som ges ut genom Egoboost Magazine AB. Första numret utkom i maj år 2011. Sedan hösten 2011 kommer den ut på månadsbasis genom Interpress. Tidningen har tidigare legat under Moderna Tidskrifter. Egoboost Magazines ambition är att inspirera unga kvinnor till utbildning, karriär och självkänsla. Isabella Löwengrip var chefredaktör för magasinet fram till september 2012.